# United States Taiwan Defense Command
L'United States Taiwan Defense Command (美軍協防台灣司令部, Měijūn Xié Fáng Táiwān Sīlìngbù, USTDC), littéralement « Commandement de la défense des États-Unis basé à Taïwan » était un sous-commandement unifié de l'US Indo-Pacific Command (USINDOPACOM) et était constitué des divers éléments des forces armées américaines stationnées en république de Chine (Taïwan), de 1954 à 1979.

## Historique

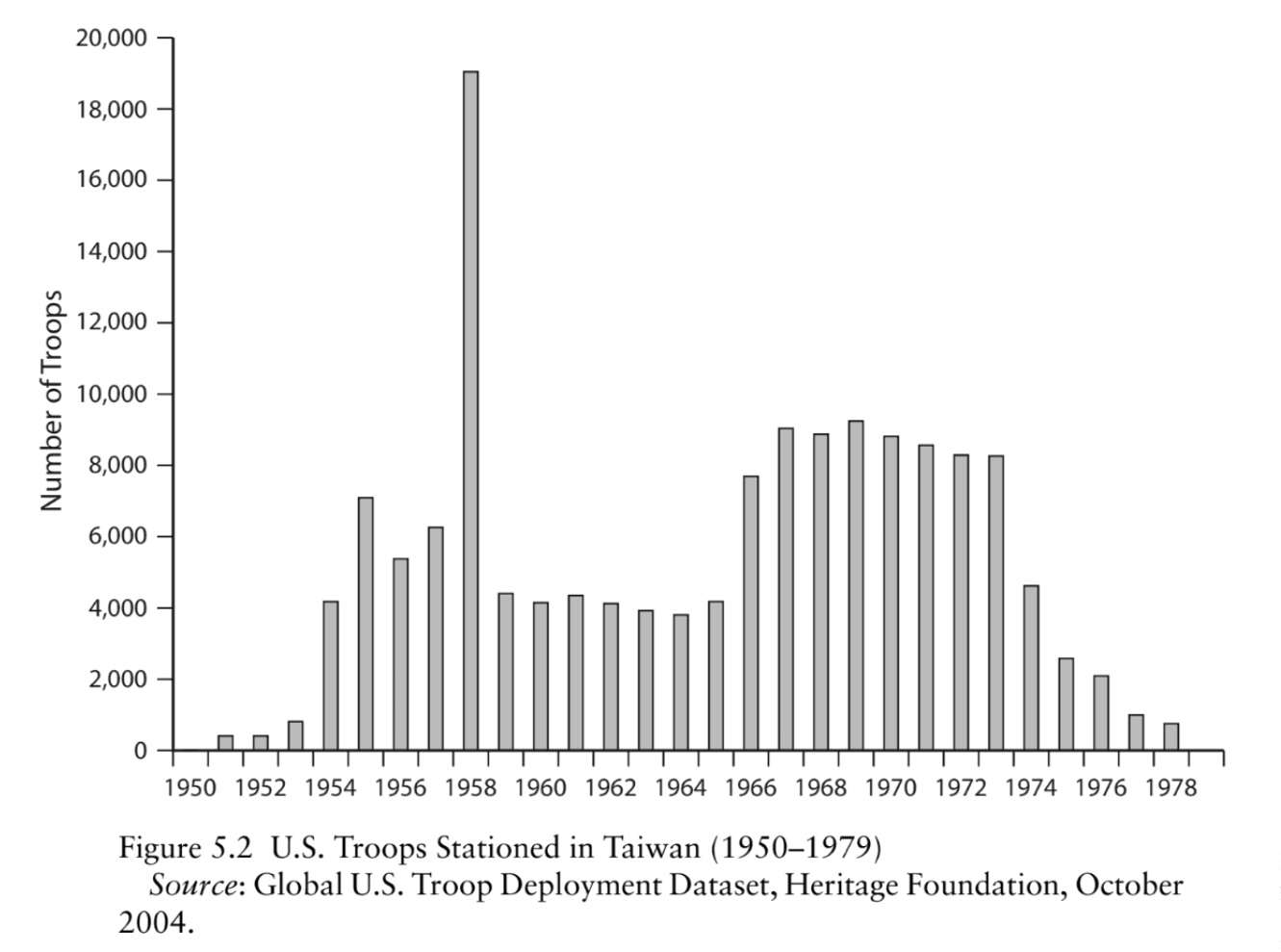
Effectifs des troupes américaines déployés à Taiwan en 1950 et 1979.

Il était formé, à l'origine, par le centre de liaison de Formose (Formosa Liaison Center ou FLC), fondé en 1955 après la signature du traité de défense mutuelle entre les États-Unis et la république de Chine le 2 décembre 1954 à la suite, entre autres, de la première crise du détroit de Taïwan, en septembre 1954. En novembre 1955, Le FLC est devenu le « Taiwan Defense Command », un sous-commandement unifié du United States Pacific Command. Le commandement était composé de personnel de toutes les branches armées des forces armées des États-Unis et était basée à Taipei. Le premier commandant de l'USTDC était Alfred M. Pride, commandant de la septième flotte des États-Unis.
À la suite de l'amélioration des relations entre la Chine et les États-Unis et la visite de Richard Nixon en Chine en 1972, le commandement a été supprimé officiellement le 26 avril 1979, le traité de défense expirant le 1er janvier 1980 à la suite de la Taiwan Relations Act de 1979 reconnaissant la politique d'une seule Chine.
Le siège de son quartier général est devenu en 1983 le Taipei Fine Arts Museum (en).

## Unités américaines à Taïwan

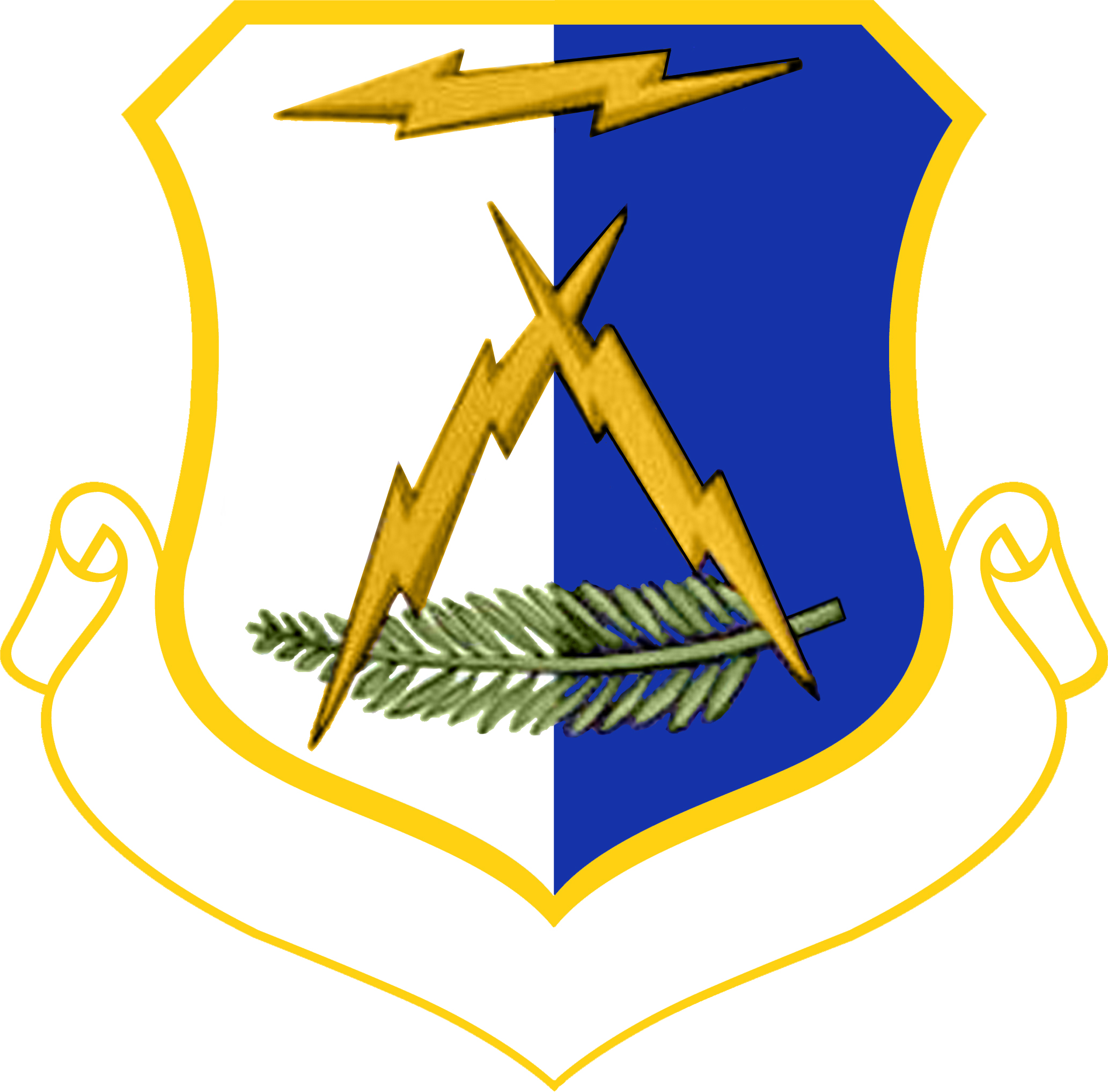
Emblème de la aérienne.

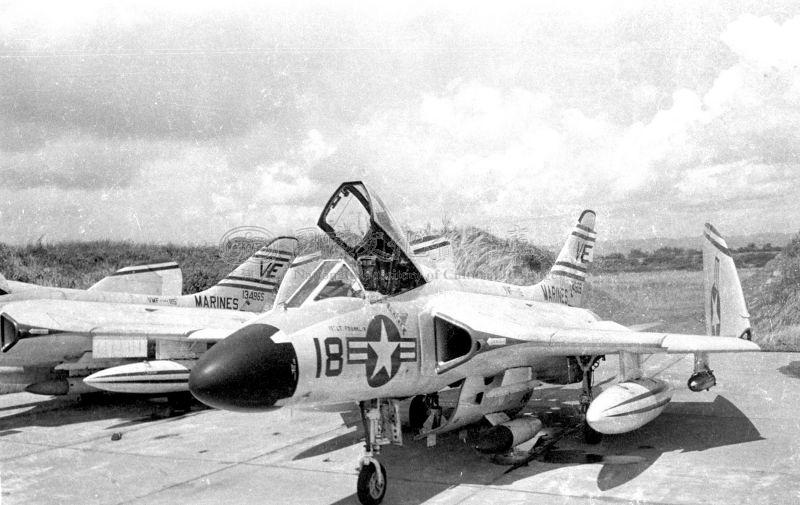
Des Douglas F4D Skyray j stationnés sur la base aérienne de Pingtung, Marine Aircraft Group 11, 19 septembre 1958

Plusieurs installations sont mises à la disposition des forces américaines dont Taoyuan Air Base.
La composante aérienne est la 327th Air Division (en) de l'United States Air Force entre le 8 février 1966 et 7 janvier 1976. Le 3e escadre de chasse tactique alors basé aux Philippines pouvait la renforcer.

## Armes nucléaires des États-Unis à Taïwan

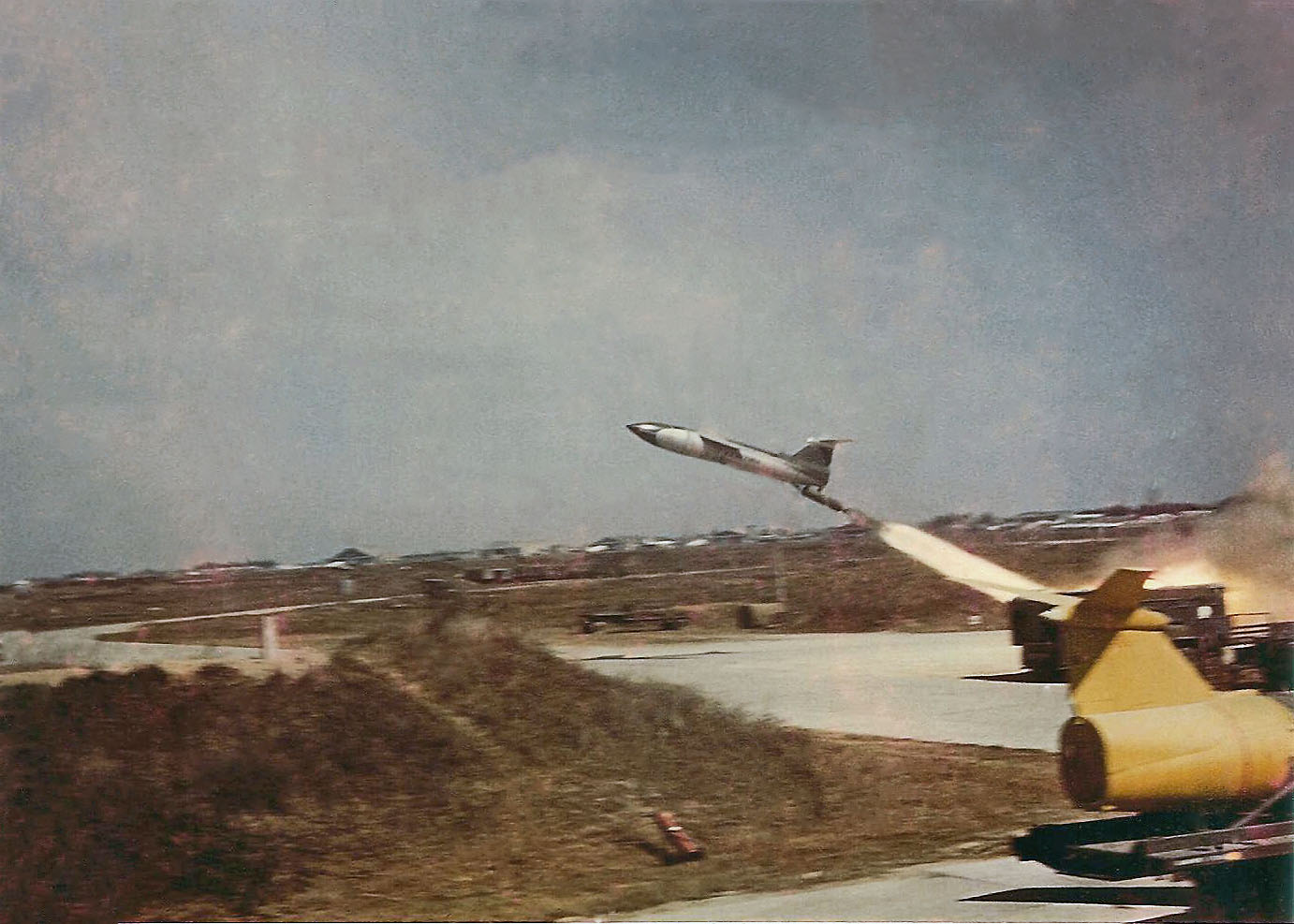
Lancement par le 868th Tactical Missile Squadron d'un missile TM-61C de la Tainan Air Base en 1959

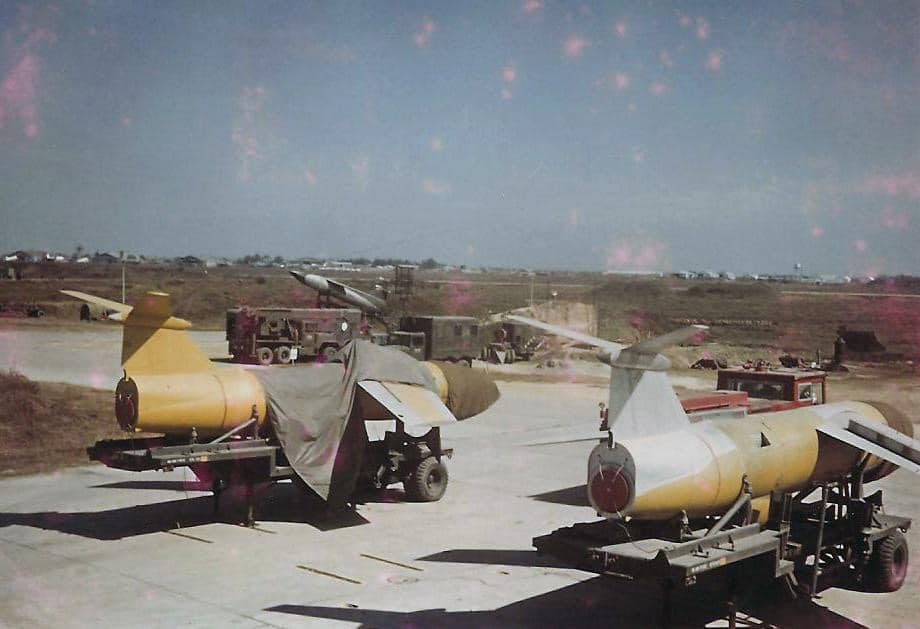
Des missiles Martin TM-61C Matador sur la base aérienne de Tainan en 1959

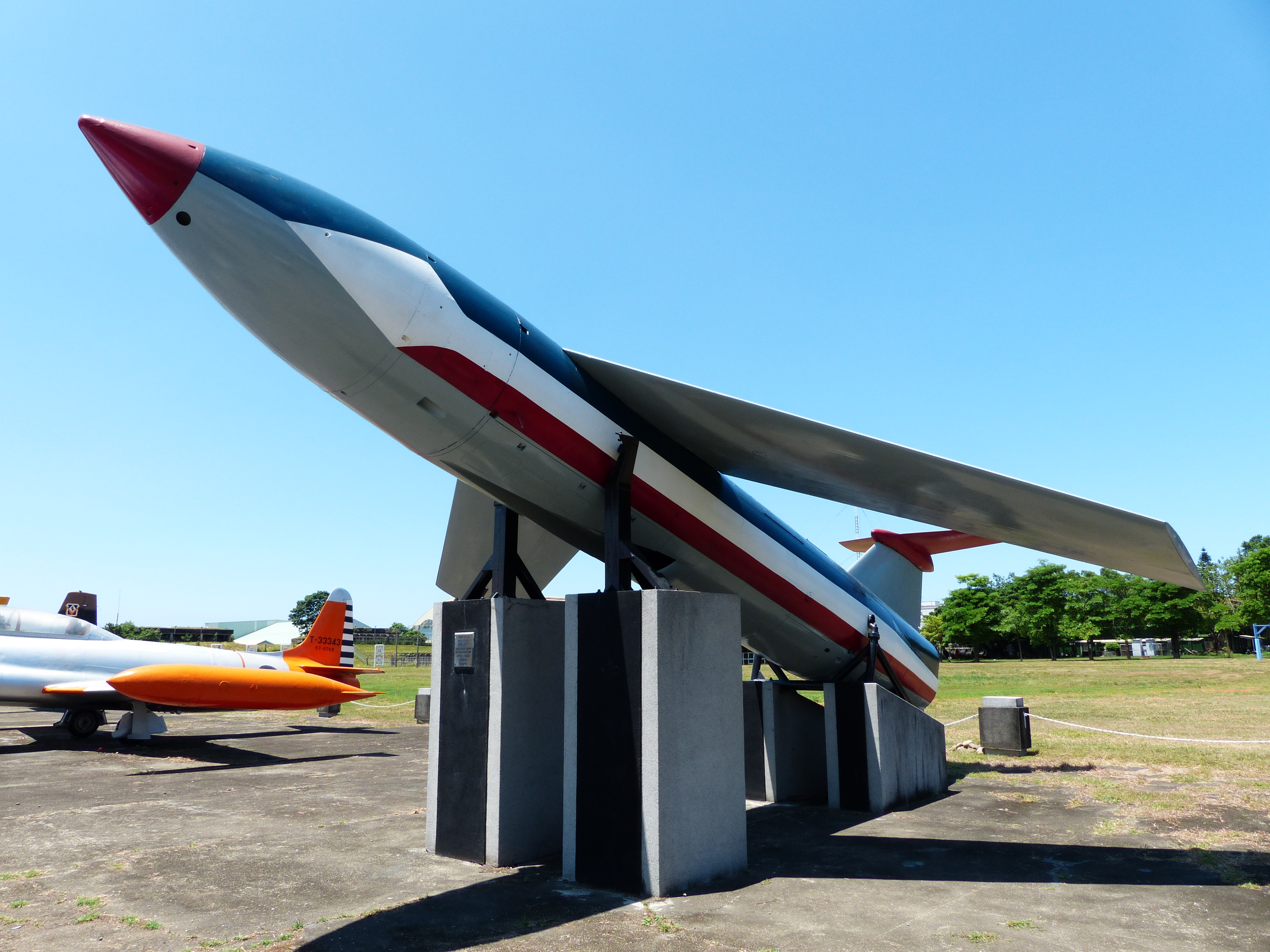
Un missile Matador exposé à la base aérienne de Tainan en 2013.

Lors de la guerre froide, le président des États-Unis Eisenhower déclara en 1955 ouverte la possibilité d’employer l’arme nucléaire lors de la première crise du détroit de Taïwan pour défendre l'île. Lors de la seconde crise en 1958, des plans de frappes furent mis sur pied en plaçant de facto sous le parapluie nucléaire américain Taïwan. Des armes nucléaires américaines sont entreposées à Formose de janvier 1958 à juillet 1974. Leur nombre varia d’une douzaine à l’origine à moins d’une centaine sous la forme de missiles de croisière MGM-1 Matador armés d’ogives W5 d’une puissance estimée à 20 ou 40 kt du 868e escadron de missiles tactiques sur la base de Tainan qui prit sa première alerte le 10 mai 1959 jusqu’à mi-1962 et de bombes pour avions utilisables par les chasseurs F-100 et F-4 de l’US Air Force à partir de janvier 1960.